# Anii 650 î.Hr.
Milenii: Mileniul al II-lea î.Hr. - Mileniul I î.Hr. - Mileniul I
Secole: Secolul al VIII-lea î.Hr. - Secolul al VII-lea î.Hr. - Secolul al VI-lea î.Hr.
Decenii: Anii 680 î.Hr. Anii 670 î.Hr. Anii 660 î.Hr. Anii 650 î.Hr. Anii 640 î.Hr. Anii 630 î.Hr. Anii 620 î.Hr.
Ani: 659 î.Hr. 658 î.Hr. 657 î.Hr. 656 î.Hr. 655 î.Hr. 654 î.Hr. 653 î.Hr. 652 î.Hr. 651 î.Hr. 650 î.Hr.
Anii 650 î.Hr. - reprezintă perioada 659 î.Hr. - 650 î.Hr.

## Evenimente
- 657 î.Hr. - prima atestare documentară a orașului Constanța, pe locul actualei peninsule (și chiar sub apele de azi, în dreptul Cazinoului) s-a format o colonie greacă numită Tomis
- cca. 657 î.Hr. - este fondat Bizanțiu de coloniști greci din Megara, conduși de omonimul Byzas, fiul regelui mitologic Nisos